# 말할 수 없는 비밀 (2025년 영화)
"말할 수 없는 비밀"(영어: Secret: Untold Melody)은 2025년 개봉한 대한민국의 뮤지컬, 판타지 로맨스 영화이다. 서유민이 감독과 각본을 맡았으며, 동명 대만 영화를 리메이크한 작품이다.

## 출연

### 주연
- 도경수 : 김유준 역 - 승호와 연서의 아들, 정아의 연인.
- 원진아 : 유정아 역 - 1999년 미래에서 온 대학생, 유준의 연인.
- 신예은 : 박인희 역 - 유준의 대학동창

### 조연
- 배성우 : 김승호 역 - 유준의 아버지, 연서의 전남편.
- 강경헌 : 허연서 역 - 유준의 어머니, 승호의 전처.
- 김강태 : 최태혁 역
- 안승균 : 경봉 역 - 유준의 대학선배
- 강말금 : 민숙 역 - 정아의 어머니
- 임성재 : 고태 역 - 유준의 대학선배